# 卡萊爾 (伊利諾伊州)
卡萊爾（英語：Carlyle）是一個位於美國伊利諾伊州克林頓縣的城市。根據2010年美國人口普查，該地人口為3281人，而該地的面積約為8.78平方千米。同時該地也是克林頓縣的縣治。

## 地理
卡萊爾的座標為38°46′46″N 89°22′15″W / 38.77944°N 89.37083°W，而該地的平均海拔高度為139米（即456英尺）。